# براشوو
براشوو (به رومانیایی: Braşov)، (به آلمانی: Kronstadt)، (به مجاری: Brassó)، (به لاتین: Brassovia یا Corona) در قرون وسطی و (به لاتین: Oraşul Stalin) (از ۱۹۵۰ تا ۱۹۶۰) یکی از شهرهای رومانی و مرکز شهرستان براشوو است.

## جغرافیا

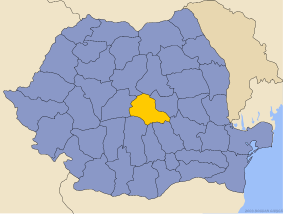

براشوو در بخش مرکزی رومانی واقع شده و حدود ۱۶۶ کیلومتر از بخارست فاصله دارد. این شهر توسط کوه‌های کارپاتیانز جنوبی احاطه شده و یکی از شهرهای منطقهٔ ترانسیلوانیا محسوب می‌شود.
برپایهٔ سرشماری رسمی سال ۲۰۰۲ رومانی، جمعیت براشوو در این سال بالغ بر ۲۸۴٬۵۹۶ نفر بوده که از این‌جهت، هشتمین شهر پرجمعیت کشور به‌شمار می‌رود.
این شهر یکی از مراکز برگزاری جشنوارهٔ موسیقی بین‌المللی گوزن طلایی است.

## نگارخانه

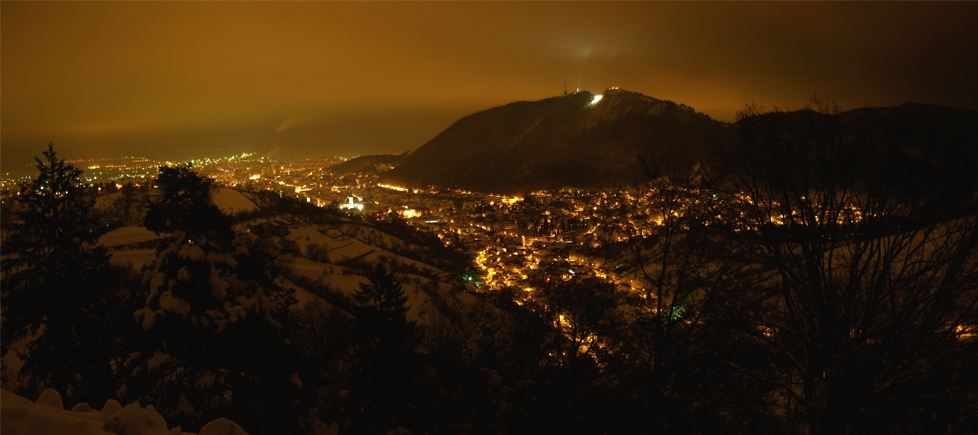
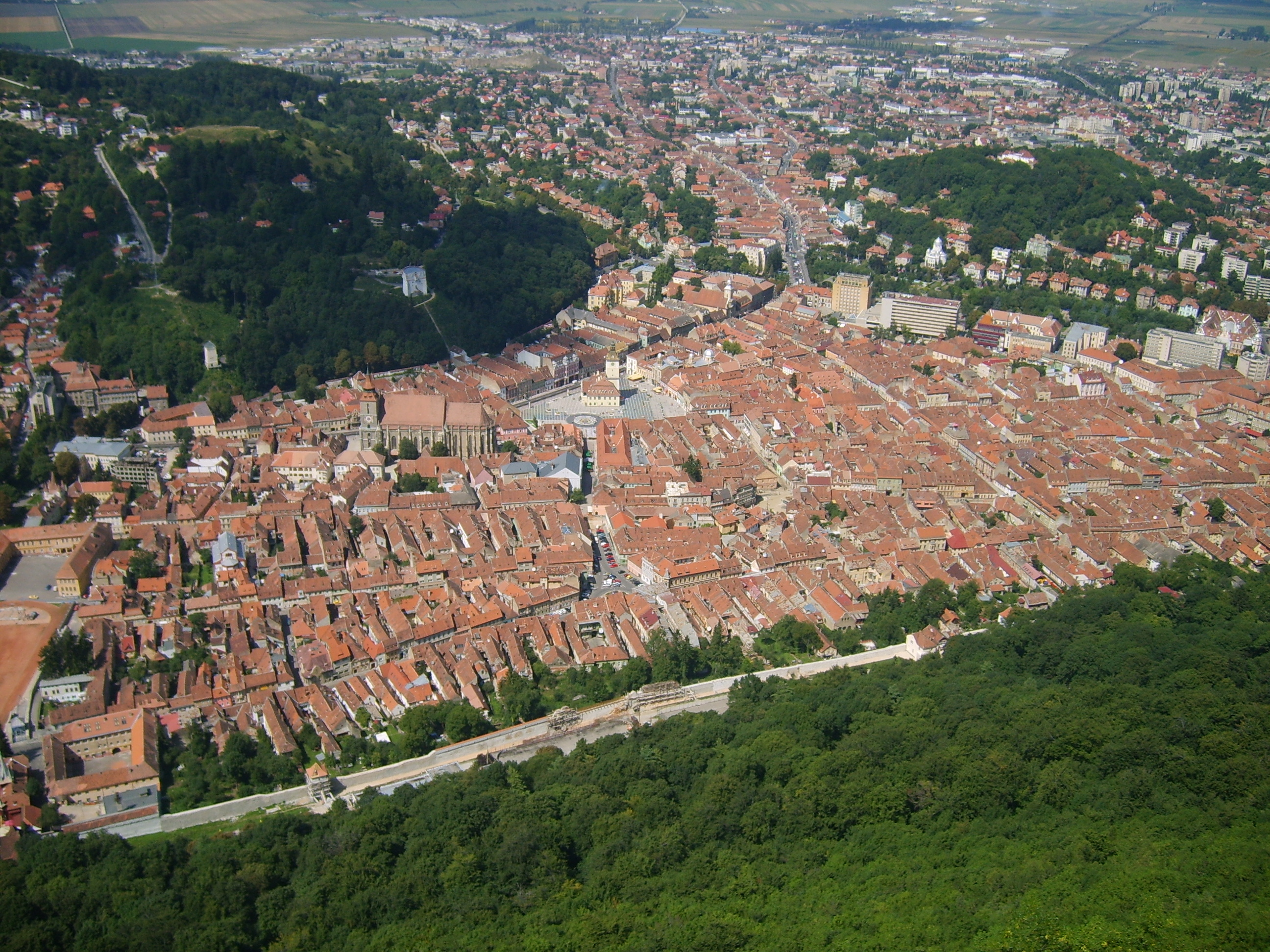
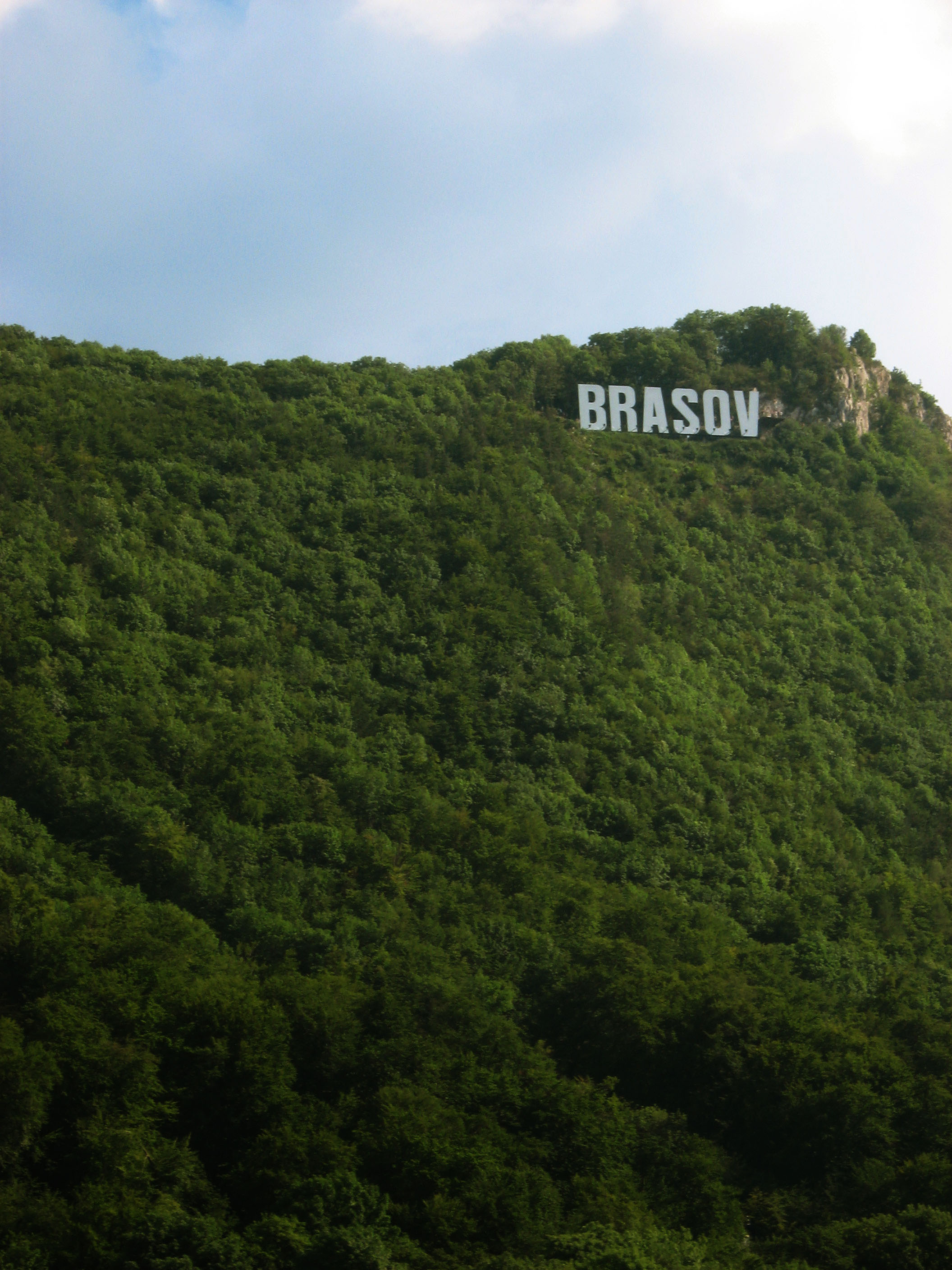

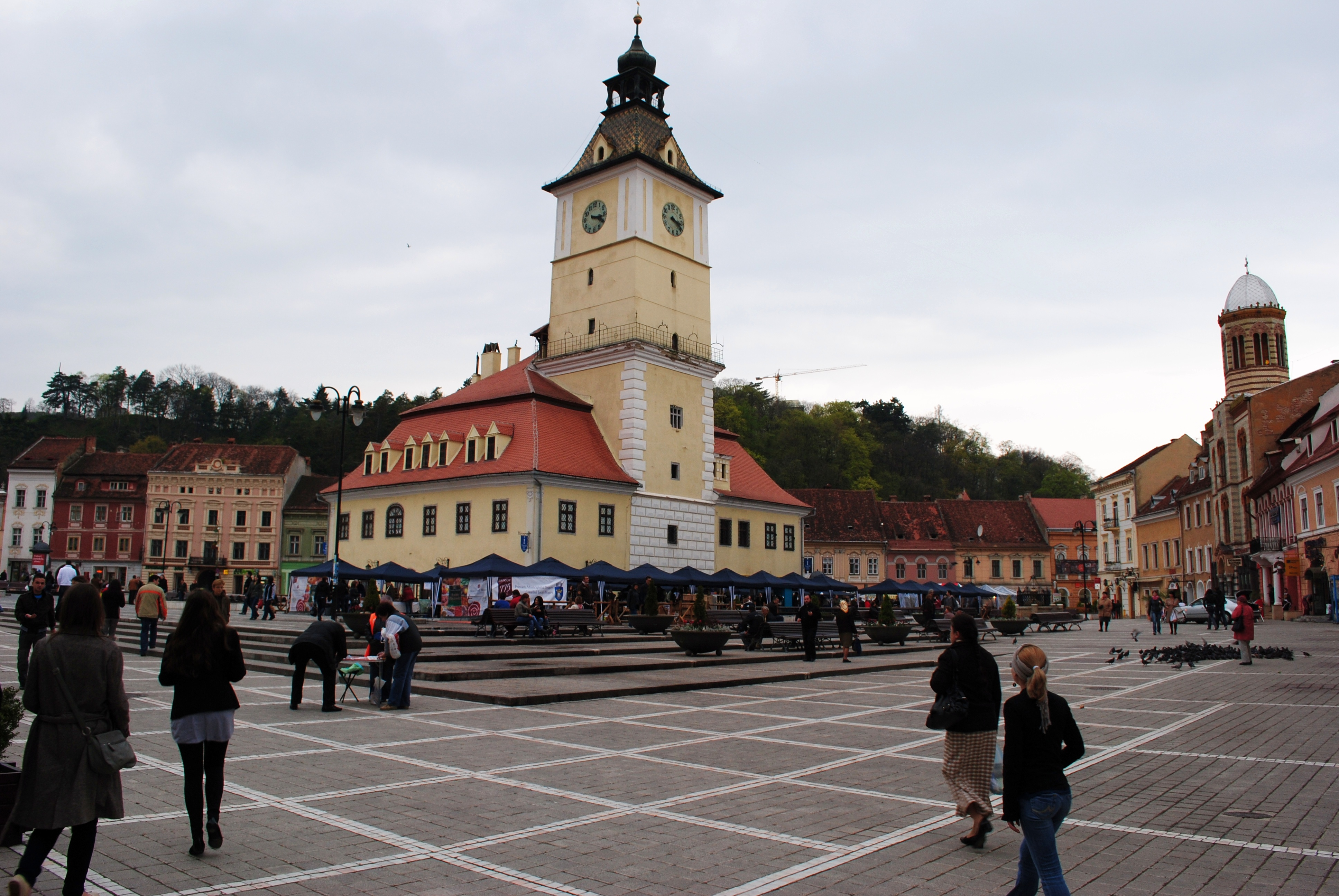
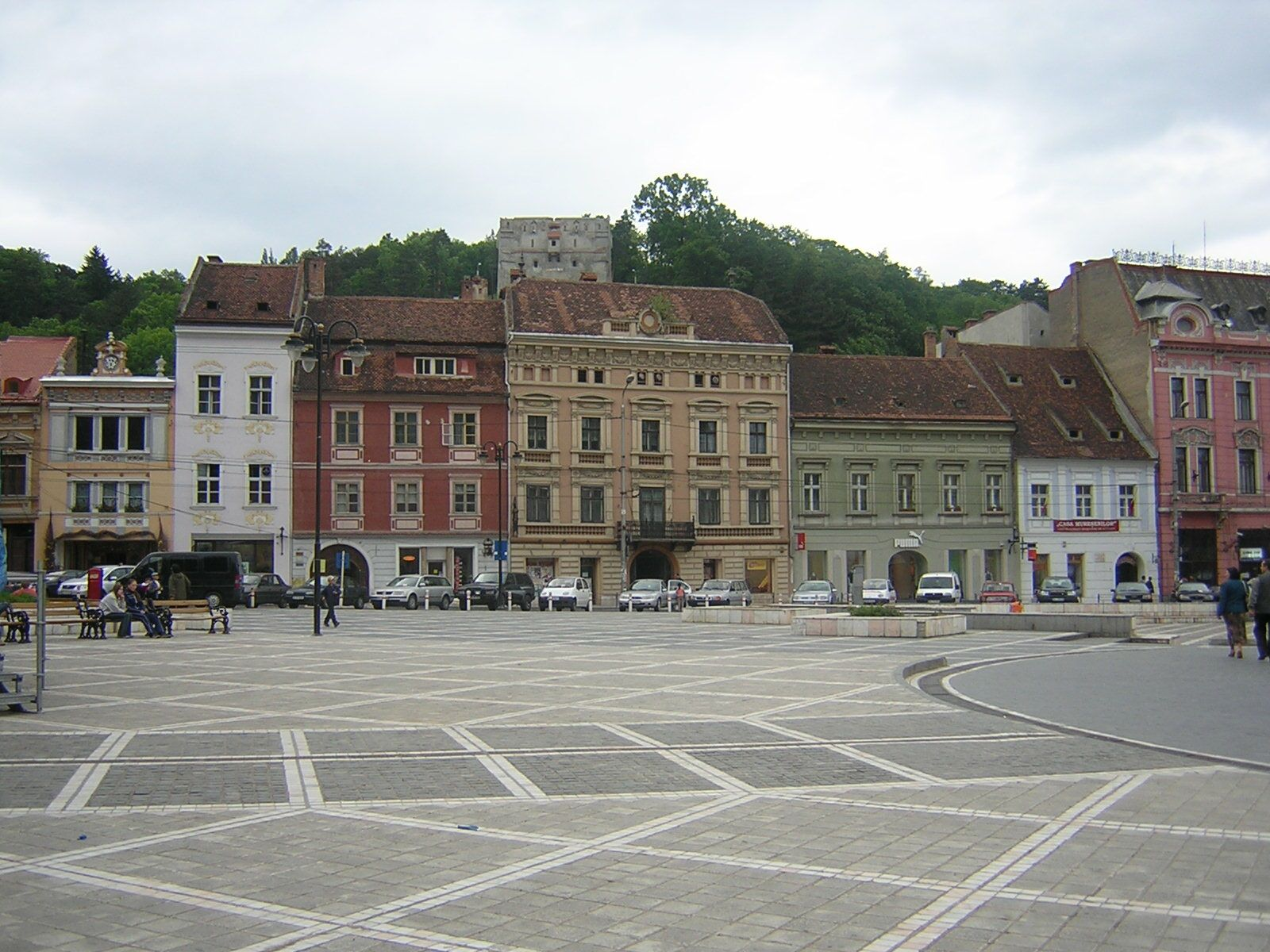

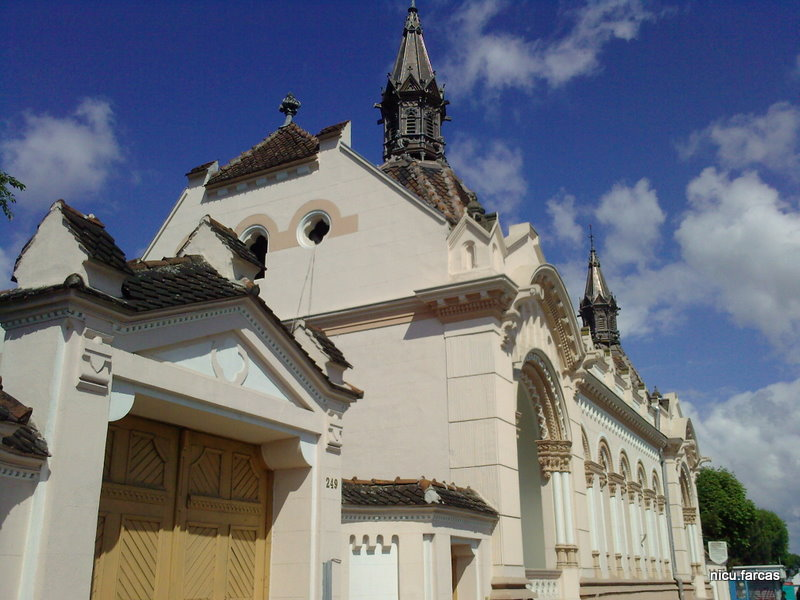
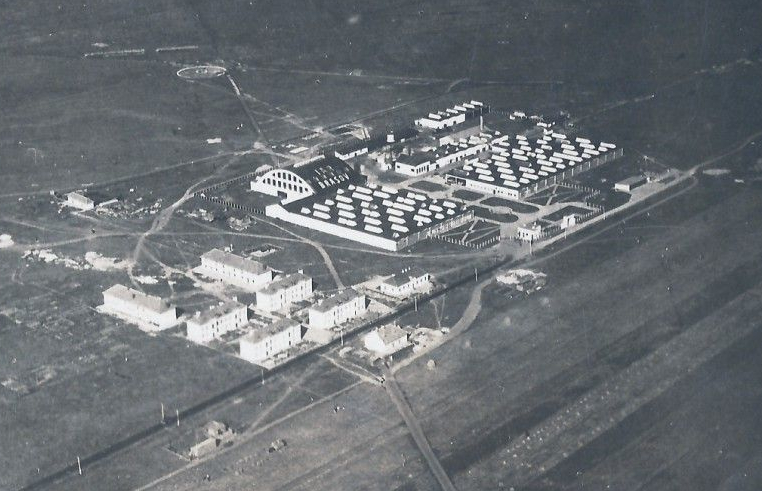

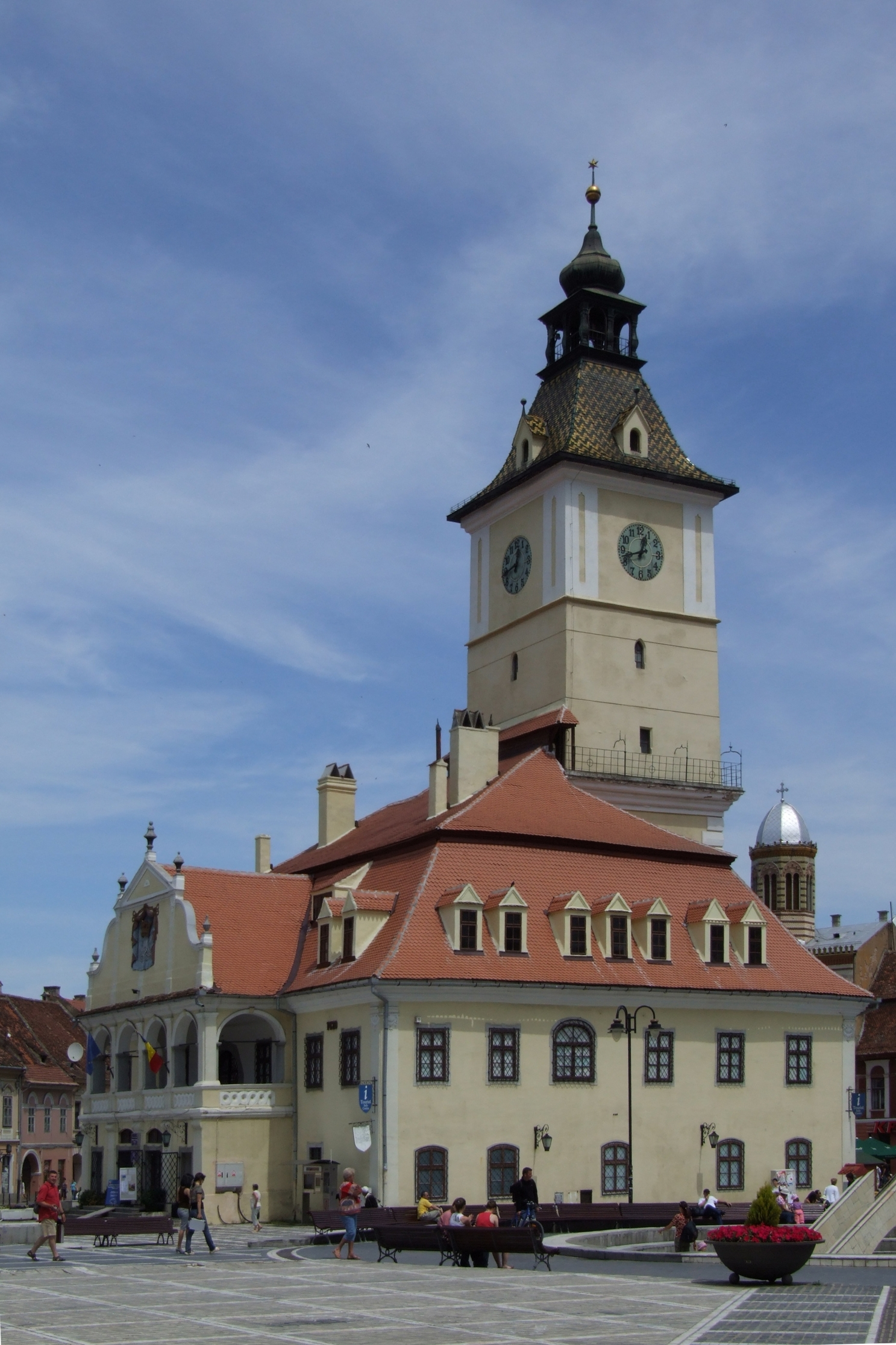
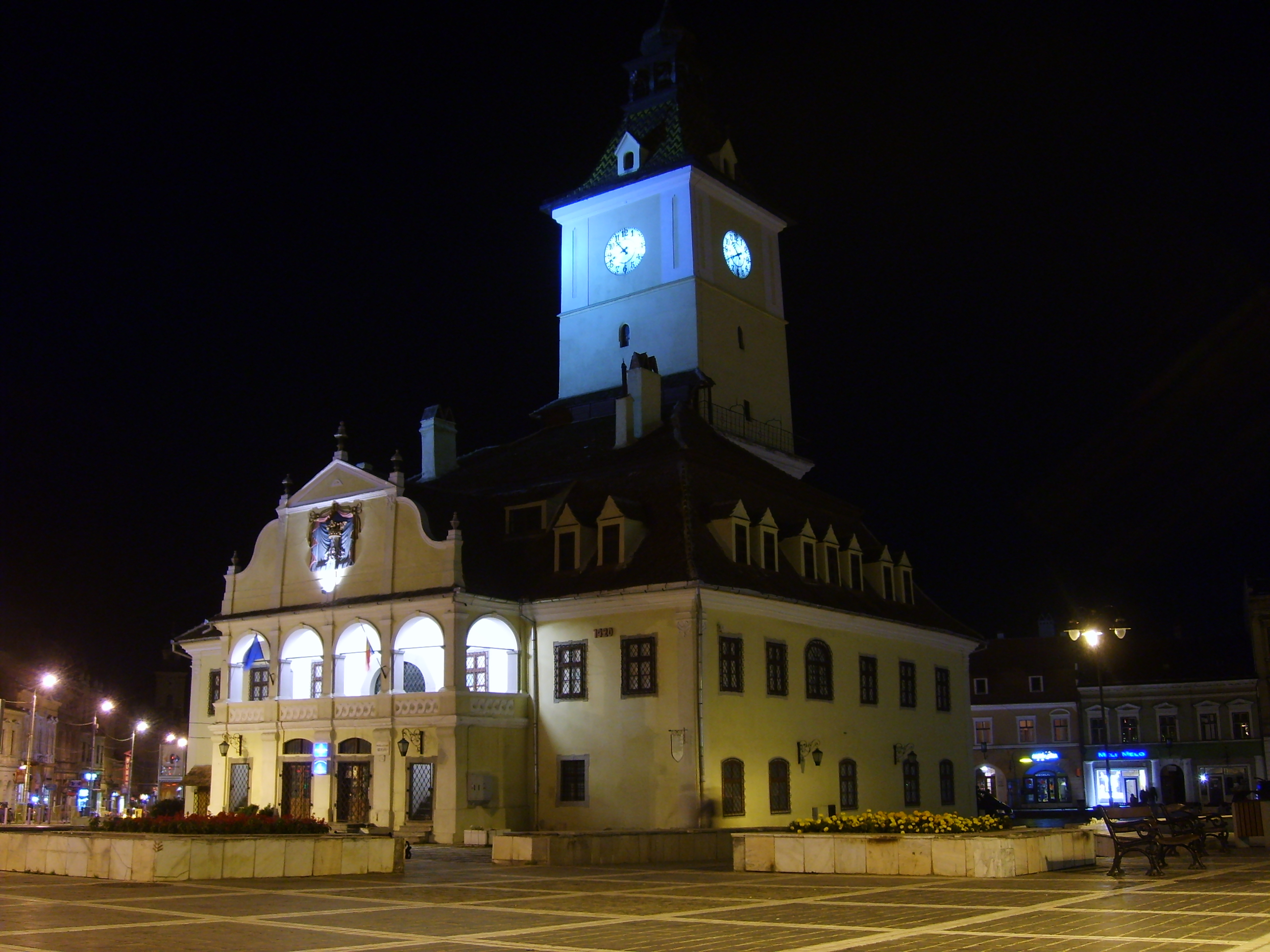
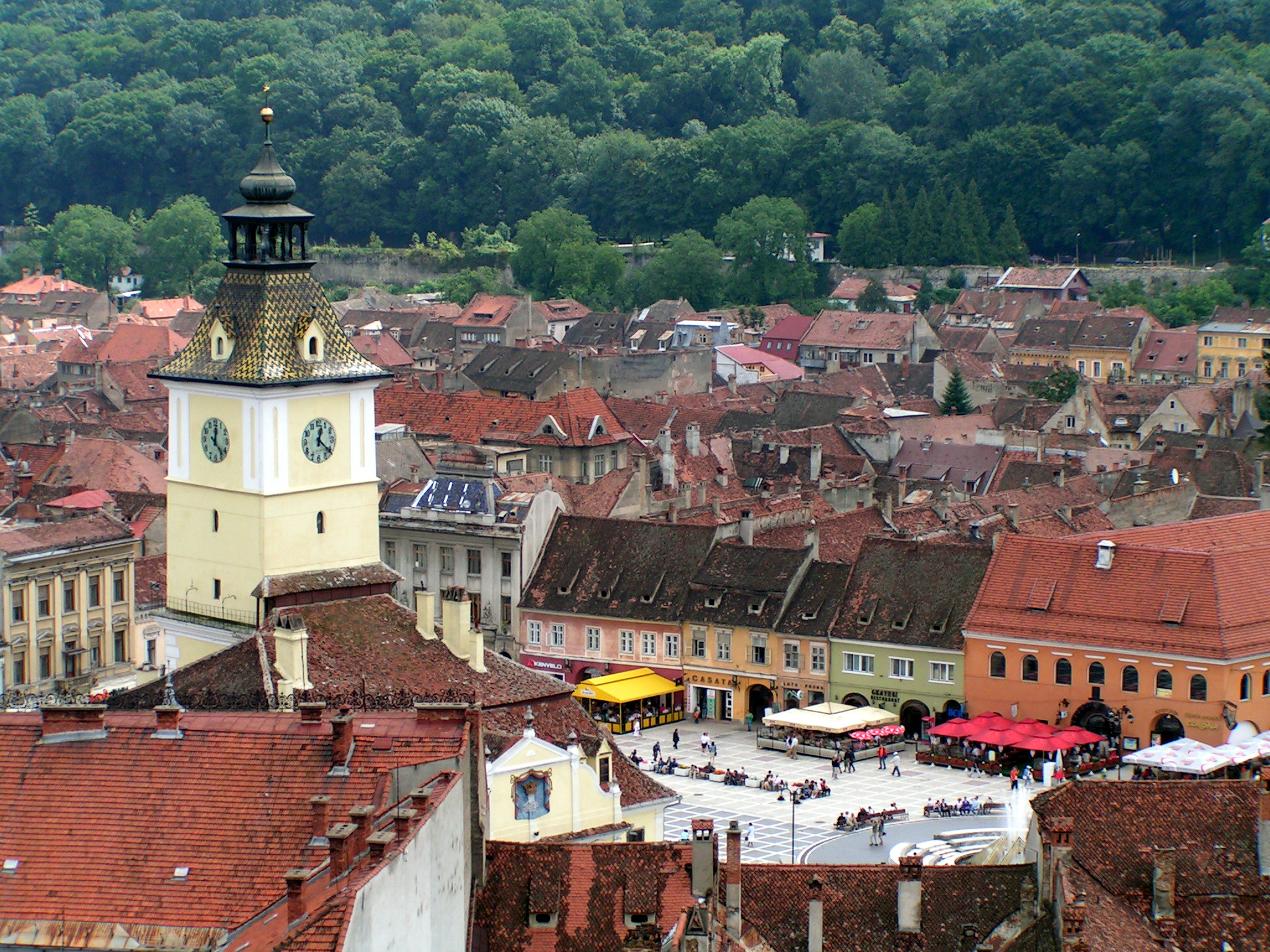

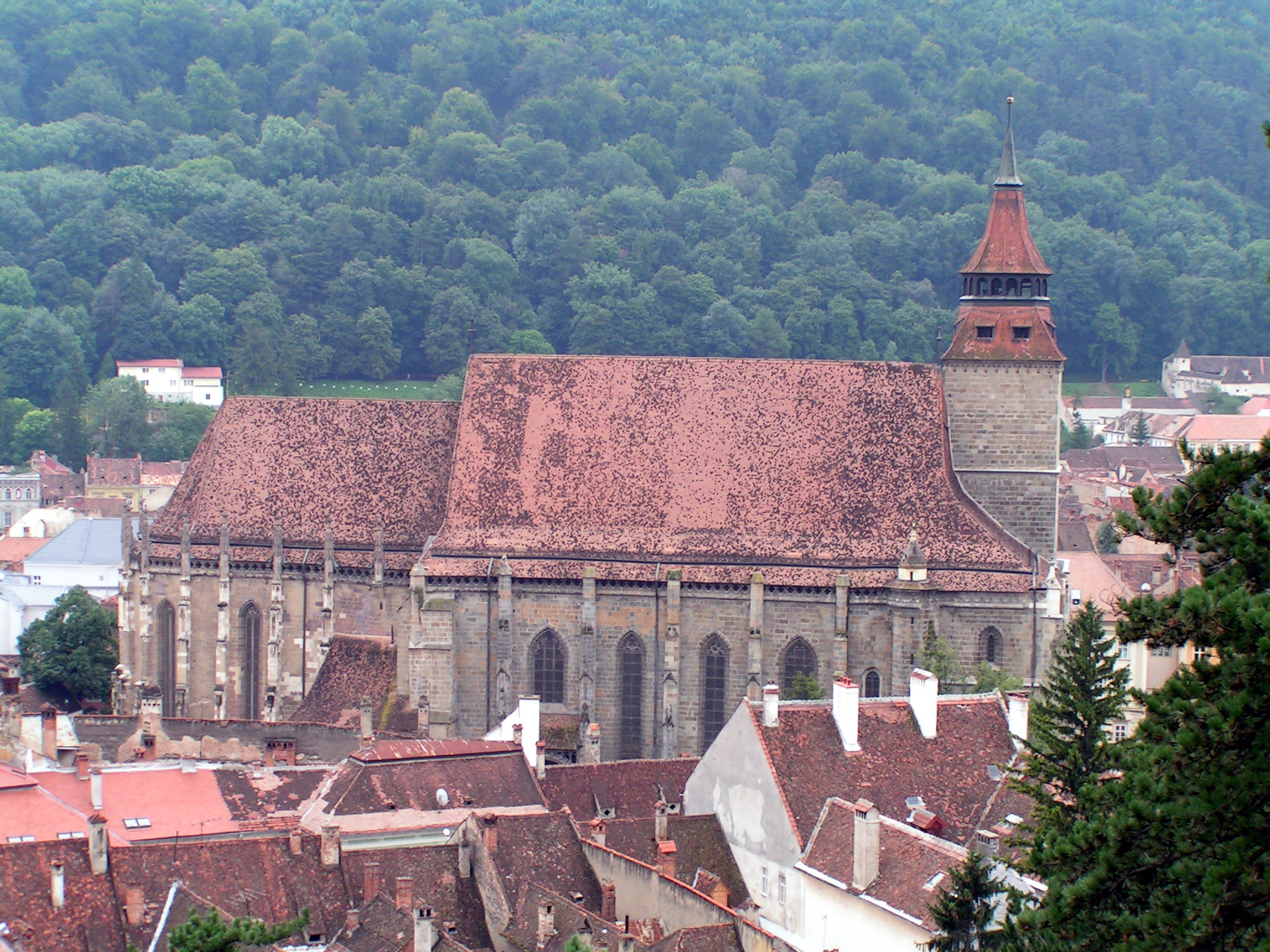
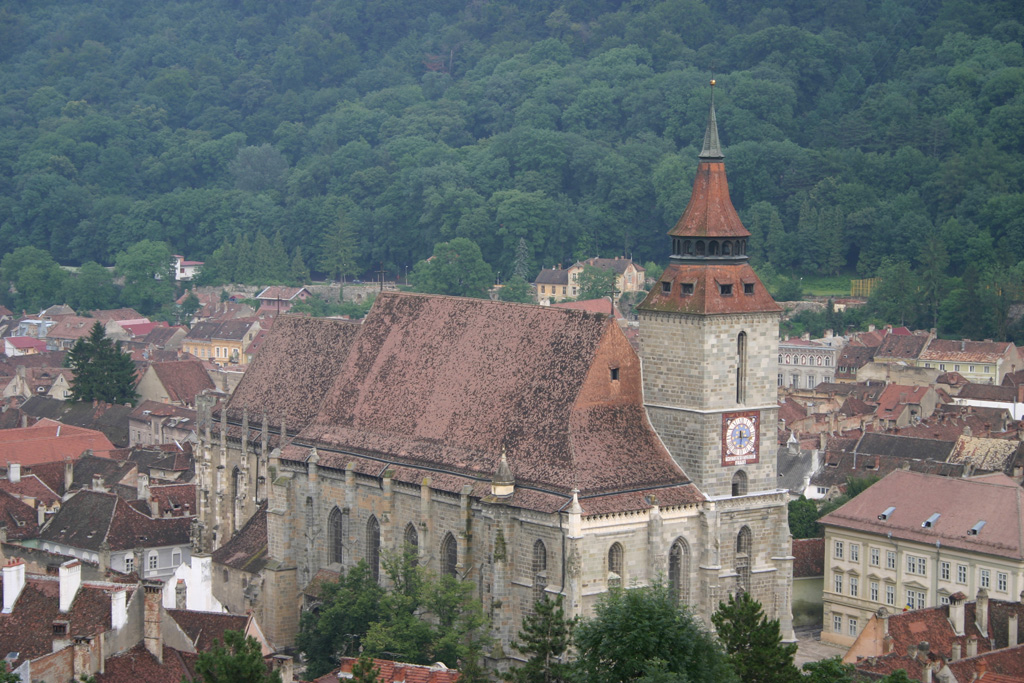

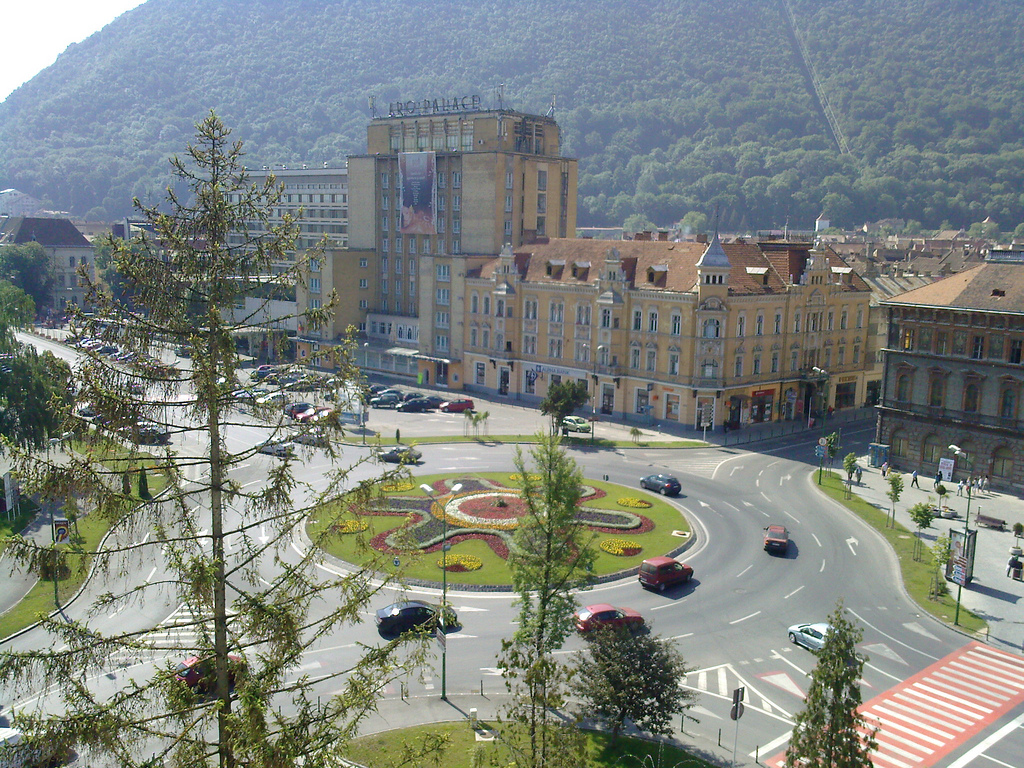
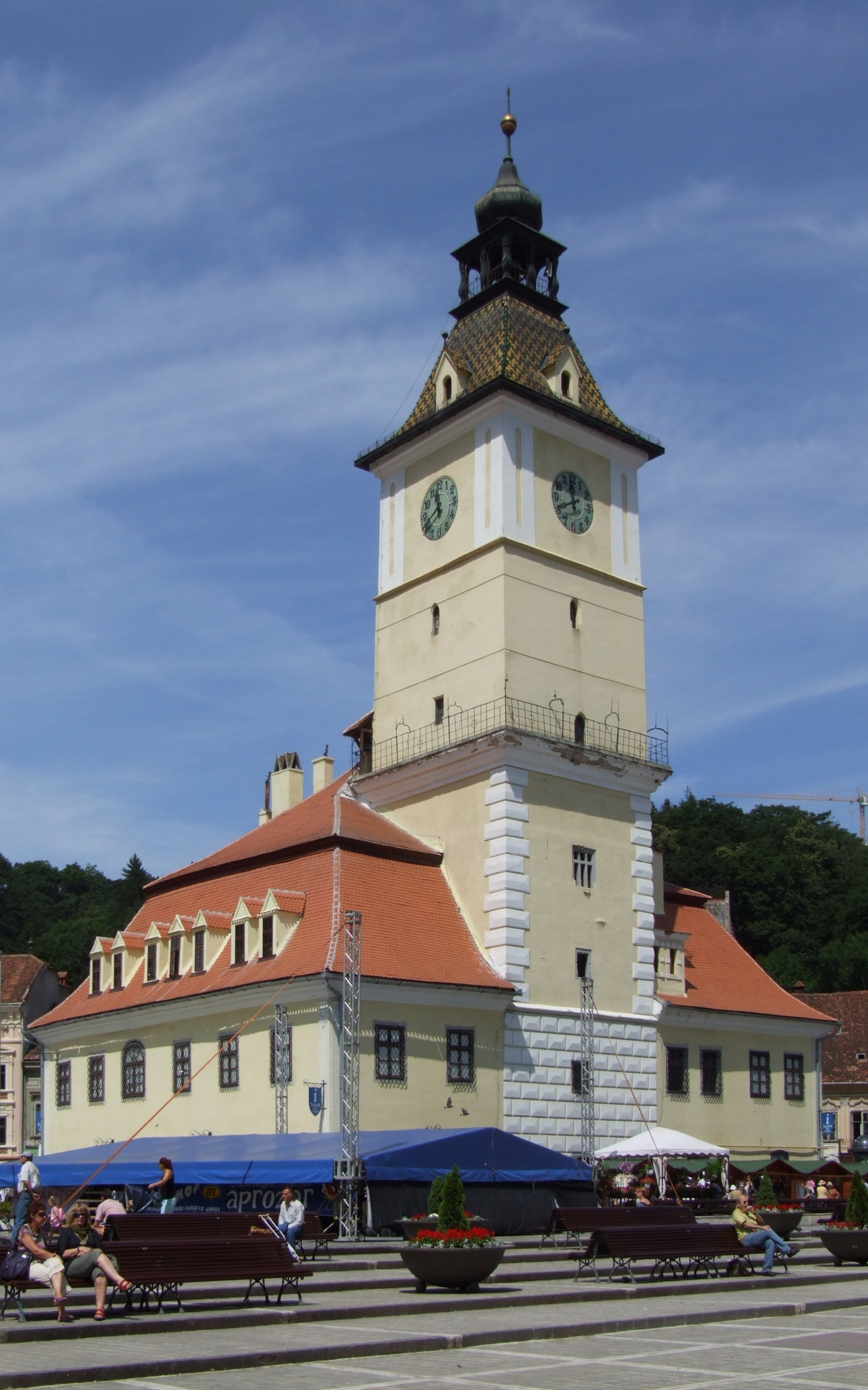
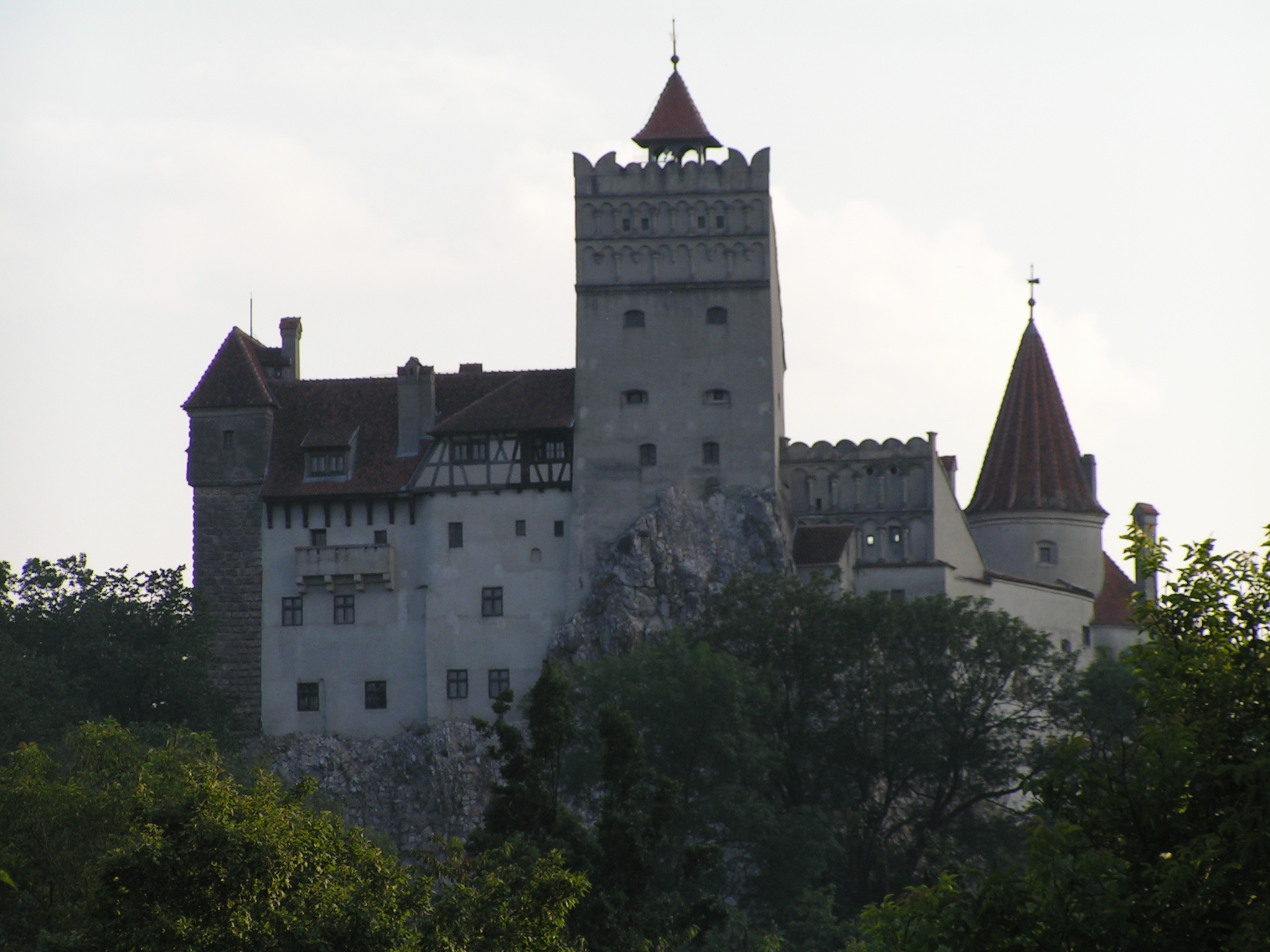

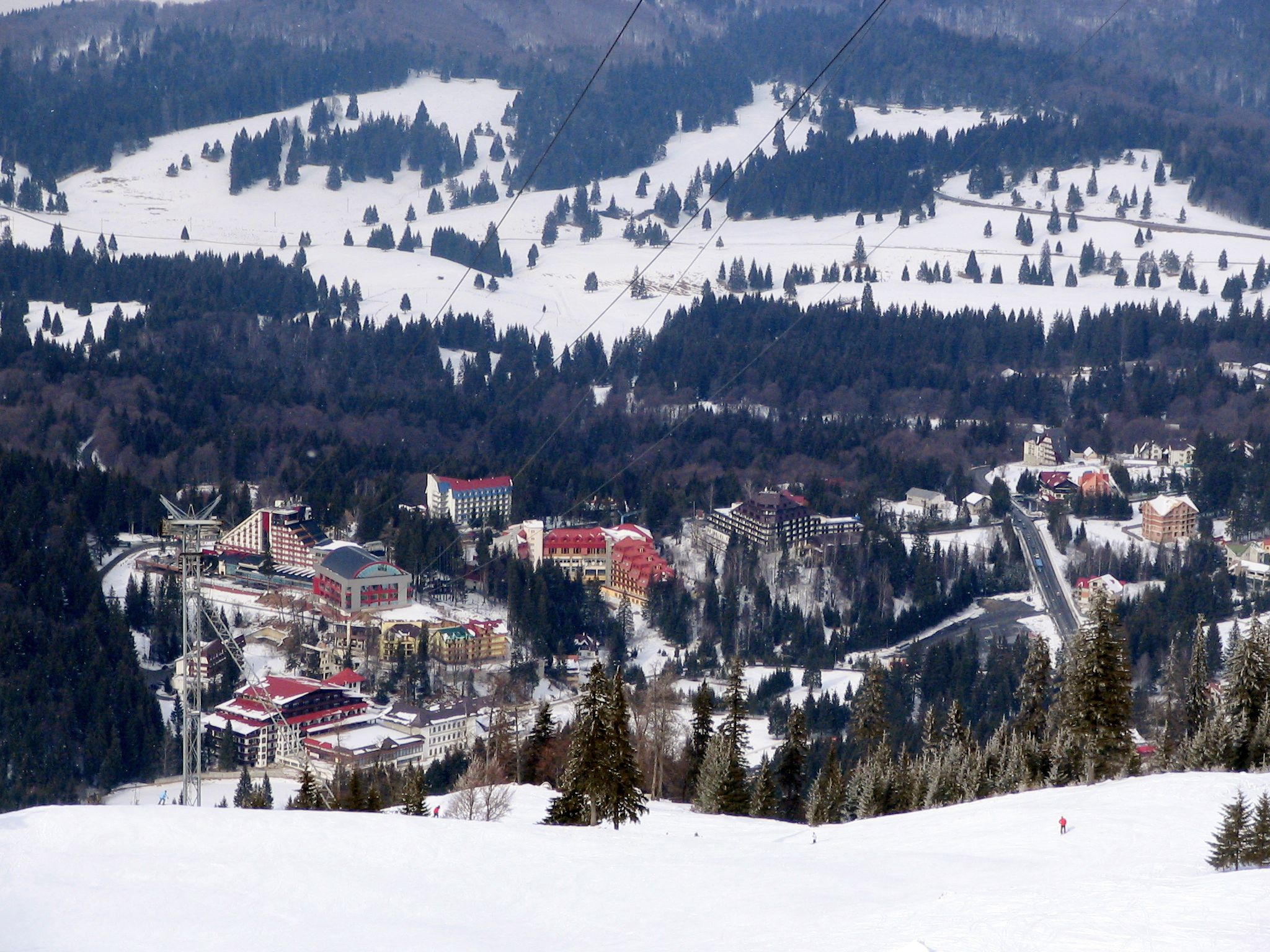